# Poids pailles
Pour les articles homonymes, voir Poids (homonymie).
Poids pailles est une catégorie de poids en sports de combat.
En boxe anglaise professionnelle, elle concerne les athlètes pesant moins de 47,128 kg (105 livres).
Cette catégorie n'existe pas en boxe anglaise amateur (olympique).

## Boxe professionnelle

### Titre inaugural
| Organisation | Boxeur        | Date            |
| WBA          | Leo Gamez     | 10 janvier 1988 |
| WBC          | Hiroki Ioka   | 18 octobre 1987 |
| IBF          | Lee Kyung-yun | 14 juin 1987    |
| WBO          | Rafael Torres | 30 août 1989    |